# Sterkste Man van België
Sterkste Man van België, is een wedstrijd die sinds 2008 jaarlijks werd georganiseerd.
De eerste editie vond plaats op zondag 14 september 2008 in Sint-Niklaas en had 18 deelnemers. Aangezien het erg laat werd, besloot de wedstrijdleiding om bij de laatste 3 onderdelen alleen met de top 10 van dat moment verder te gaan, tot teleurstelling van de overige 8 deelnemers.

## Overzicht
| Jaar          | Winnaar                 | 2e plaats          | 3e plaats        | Gehouden te               |
| ------------- | ----------------------- | ------------------ | ---------------- | ------------------------- |
| 2008          | Jimmy Laureys           | Simon de Vogelaere | Jeffrey Phlips   | Sint-Niklaas              |
| 2009          | Jimmy Laureys           | Simon de Vogelaere | Karel Vanhulsel  | Sint-Niklaas              |
| 2010          | Jimmy Laureys           | Karel Vanhulsel    | Didier van Hamme | Sint-Niklaas              |
| 2011 (9 juli) | Jimmy Laureys           | David De Vos       | Michael Dubois   | Sint-Niklaas              |
| 2012(30 juni) | Jimmy Laureys           | Karel Vanhulsel    | Raf Bensch       | Sint-Niklaas              |
| 2013 (17 aug) | Onbekend, zie hieronder |                    |                  | Sint-Niklaas              |
| 2014 (juli)   | Karel Vanhulsel         | Ignace Maenhout    | Raf Bensch       | Sint-Niklaas              |
| 2015 (juli)   | wedstrijd niet gehouden |                    |                  | Sint-Niklaas              |
| 2023 (sept.)  | Dominic Mattys          |                    |                  | Grote Markt, Sint-Niklaas |

## Sterkste Man van België 2013 + 2023
Jimmy Laureys werd na het behalen van zijn zesde titel, betrapt op het gebruik van doping. Laureys raakte zijn titel kwijt en werd geschorst tot 15 september 2015. Laureys ontkende doping gebruikt te hebben. Na de ophef rondom Laureys zijn er nog amper wedstrijden gehouden. In 2023 vond er weer een editie plaats op de Grote Markt te Sint-Niklaas.

## Log lift
Laureys is recordhouder log lift, met 170 kg het Belgisch record. Hij deed dat kunstje thuis na, op een video in 2012. Na 2018 is 170 soms het startgewicht bij de log lift, een onderdeel bij Sterkste Man-wedstrijden met zelfs een eigen kampioenschap, jaarlijks. Het gewicht dat men uit kan stoten met deze onhandige nagemaakte boomstam, is tussen 2012 en 2018 behoorlijk toegenomen.